# Fiat 2800
Fiat 2800/2800 CMC – samochód osobowy produkowany przez włoski koncern motoryzacyjny Fiat w latach 1938–1943.

## Silnik
- Typ: R6 OHV
- Pojemność: 2852 cm³
- Moc: 85 hp (63 kW)
- Prędkość maksymalna 130 km/h